# Torelló
Torelló è un comune spagnolo di 13 944 abitanti (2010) situato nella comunità autonoma della Catalogna.